# Regina Shotaro
Regina Shotaro, née le 10 septembre 1981 dans l'État de Chuuk, est une athlète micronésienne spécialiste des épreuves de sprint.

## Biographie
Regina Shotaro participe aux Jeux de la Micronésie de 1998 qui se déroulent début août à Koror à Palaos. Elle termine 5e des finales du 100 m et du 200 m, 4e du relais 4 × 100 m avec l'équipe de l'État de Chuuk mais obtient la 3e place avec le relais du 4 × 400 m. 
Les athlètes établissent à cette occasion un nouveau record des États fédérés de Micronésie avec un temps de 4 min 33 s 52. À la fin du mois, lors des championnats d'Océanie juniors d'athlétisme à Nuku'alofa aux Tonga, elle est inscrite sur la distance du 100 m mais ne dépasse pas le stade des séries.
Elle participe, en septembre 2000, aux Jeux olympiques de Sydney. Le 23 septembre elle se classe 8e et dernière de la quatrième série du 100 m avec un temps de 13 s 69.
En 2002, elle décroche le titre du relais 4 × 400 m avec l'équipe de l'Etat de Chuuk lors des Jeux de la Micronésie de 2002.

## Records
| Épreuve    | Temps   | Lieu   | Date              |
| ---------- | ------- | ------ | ----------------- |
| 100 mètres | 13 s 69 | Sydney | 22 septembre 2000 |